# Surf ski

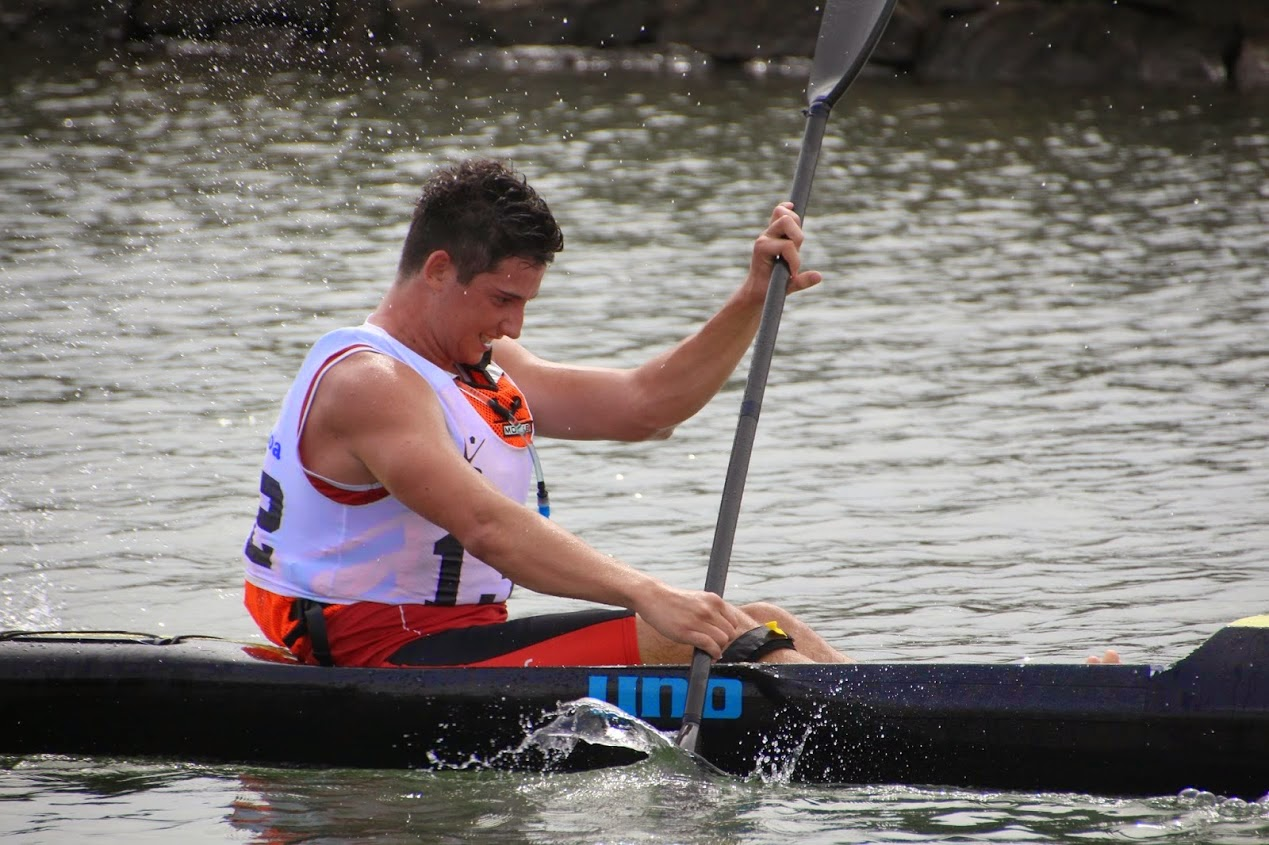
Palista sobre un surfski

Un surf ski es un kayak abierto, largo, estrecho y ligero en el que generalmente con un pedal de pie se controla el timón
.

## Características y tipos
Hay dos tipos de surf ski: el spec ski y el ocean ski. 
La spec ski es de artesanía tradicional utilizada por los clubes de salvamento marítimo y deben cumplir estrictos requisitos de tamaño y el peso.El ocean ski es normalmente más larga y con una profundidad similar a una bañera.La Spec ski es más resistente y con más estabilidad para maniobrar dentro y fuera de la zona de oleaje. Normalmente miden entre 5.0-6.0 metros de largo y sólo 40-50 cm de ancho, los surf skis son extremadamente rápidos en pista y las embarcaciones son capaz de recorrer largas distancias. A pesar de su inestabilidad característica de un surf ski es un medio muy eficaz para coger olas. Su estrechez y longitud ayudan a cortar o perforar grandes olas rotas. Se utilizan palas dobles, a menudo con un filo muy bien contorneado.

## Uso actual
Los surf skis son utilizados a lo largo del mundo por salvamento marítimo, para surfear y sobre todo para competir en pista o en mar abierto. Su uso es más popular en regiones más cálidas así como Australia, California, Hawái, y Sudáfrica. Como el surf ski inevitablemente implica el contacto con el agua, en zonas más frías, los palistas normalmente suelen utilizar neopreno.

## Construcción y diseño
Algunos surf skis más baratos y más pesados, están hechos de polietileno . Los surfskis menos pesados, están compuestos por capas de epoxy o tela de resina de poliéster: fibra de carbono, kevlar, fibra de vidrio.
Para reducir el peso, la cantidad de capas del material o la cantidad de resina puede minimizarse para la integridad estructural o aumentarse para aumentar su dureza y durabilidad.
Los antiguos surf skis se construían de la misma forma que antaño se hacían las tabls de surf, siendo laminadas con madera ligera y en ocasiones cubiertas en tela. En los años 60, las primeras tablas de windsurf y de surf ski fueron talladas a partir de un único bloque de espuma de poliestireno expandido y reforzada con largueros de madera y cubiertas con una capa fina de fibra de vidrio.
Como la demanda de surf esquís creció en la década de los 70, este método personalizado de la producción resultó ser demasiado costoso y realizaron moldes para que los surfski artesanales moldeados fueran más rentable hacerlos con fibra de vidrio

## Competición
El surf ski tiene concursos por todo el mundo, incluyendo Australia, Canadá, Nueva Zelanda, Sudáfrica, los Estados Unidos y en Europa. Desde su introducción, el llamado surf Ski Racing ha sido administrado por la Federación Internacional de Salvamento. La carrera de surf ski estándar es de aproximadamente 700m, desde un comienzo en el agua, en torno a una serie de boyas y vuelta a la playa. 
No pasó mucho tiempo hasta que la gente empezó a dar un paso más allá en este deporte y buscaron condiciones extremas de navegabilidad, fue ahí cuando las carreras por el océano comenzaron. La primera carrera fue desde Scottburgh hasta Brighton en Sudáfrica, la distancia fue de 46 km en el año 1958. Posteriormente, en el año 1972, se realizó una carrera desde Port Elizabeth hasta East London, también en Sudáfrica, la distancia fue de 240 km. La competición más famosa de todas, la Molokai, una carrera de 60 km y su primera salida fue en 1976. La Molokai está considerada como la Competición no-oficial por definición a nivel mundial.

## Historia
Harry McLaren y su hermano Jack crearon una primera versión de lo que sería posteriormente el surfski en el año 1912, en el lago Innes, cerca de Port Macquarie en Australia y los hermanos surfeaban con ellos en las playas de Port Macquarie . Los surf skies fueron posteriormente usados por socorristas para rescatar a los bañistas que estuvieran el peligro. Estos botes eran costosos y requerían una gran cantidad de habilidades para ser usado de forma correcta. Fue en el año 1946 cuando la importancia del surf ski fue más notable